# Bom hạt nhân B41

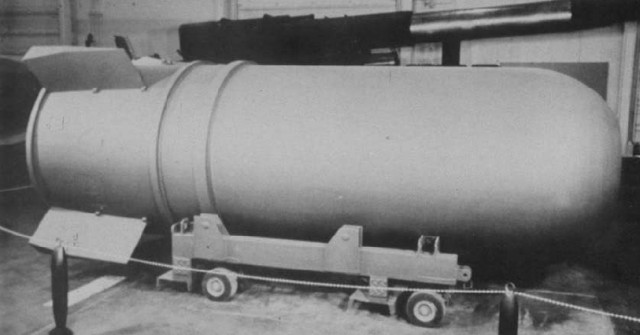
Bom nhiệt hạch B-41.

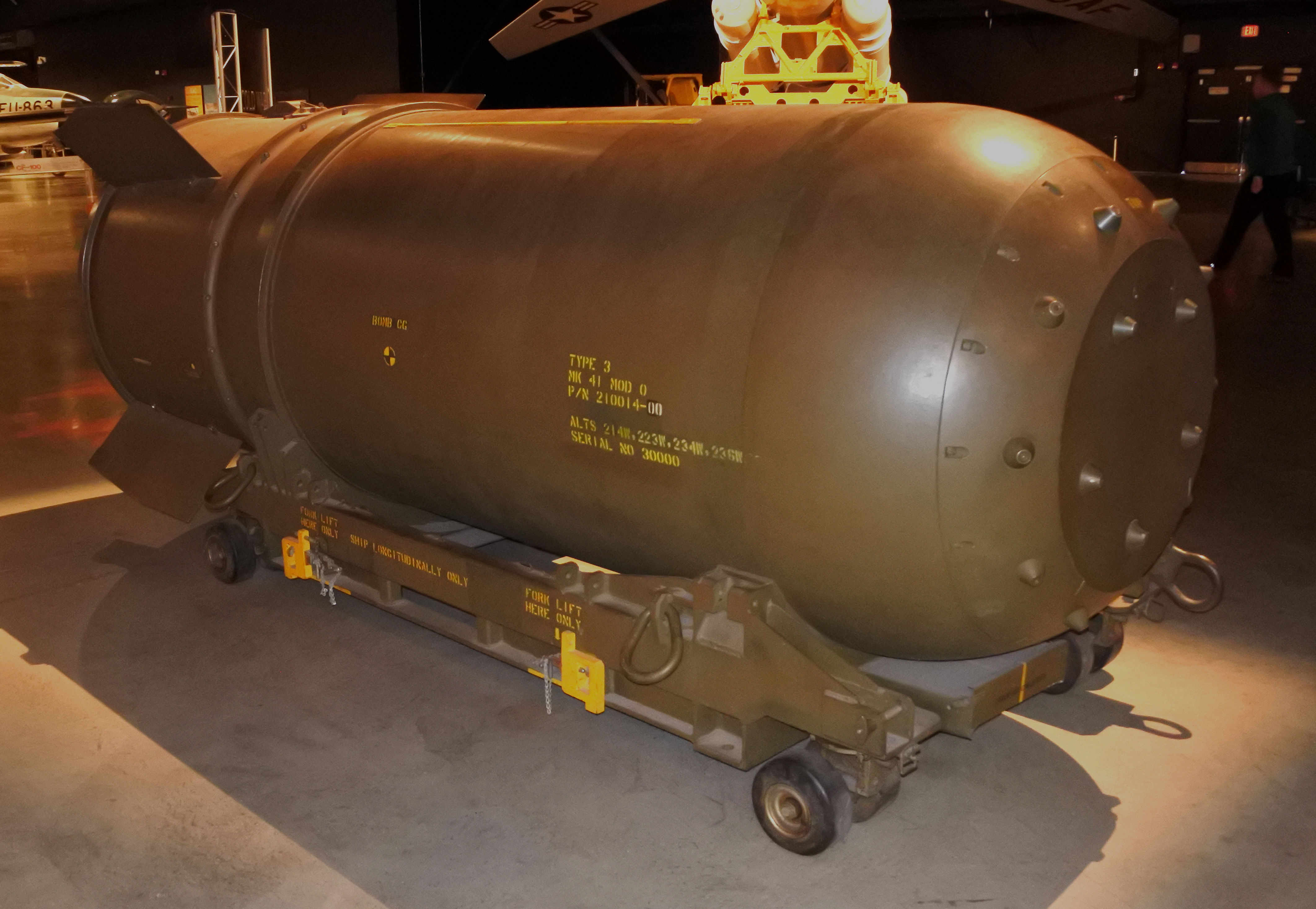
Bom nhiệt hạch B-41 trong Bảo tàng Không quân Mỹ.

B-41 (hay Mk-41) là vũ khí nhiệt hạch được Bộ chỉ huy không quân chiến lược Hoa Kỳ triển khai đầu những năm 1960s. Đây là loại vũ khí hạt nhân mạnh nhất được Mỹ trang bị với đương lượng nổ 25 mêga tấn TNT (100 pêtajun). Bom nhiệt hạch B-41 là loại vũ khí nhiệt hạch ba giai đoạn duy nhất được Mỹ triển khai. Tổng cộng quân đội Mỹ đã sản xuất và trang bị 500 quả bom B-41. Nó sau này được thay thế bởi bomb hạt nhân B-53 từ tháng 11 năm 1963 đến tháng 7 năm 1976.

## Thiết kế
B-41 có chiều dài 12 ft 4 in (3,76 m) cùng với đường kính 4 ft 4 in (1,32 m). Nó có trọng lượng 10.670 lb (4.840 kg). B-41 có thể mang được trên các máy bay ném bom B-52 Stratofortress và B-47 Stratojet. Nó cũng có cả chế độ kích nổ trên không hoặc chạm đất. Bom hạt nhân không có chế độ nằm chờ (là chế độ bom thả rơi bằng dù để bom không bị tổn hại khi chạm đất, sau đó sẽ kích nổ chậm) do yêu cầu phải thiết kế lại và tiến hành thử nghiệm.
Bom nhiệt hạch B-41 là loại bom hạt nhân ba giai đoạn duy nhất được Mỹ triển khai. Nó cũng là loại vũ khí hạt nhân có đương lượng nổ lớn nhất của Mỹ, cũng như là có tỉ lệ đương lượng nổ/trọng lượng bom lớn nhất trong số các loại vũ khí từng được biết.

## Hiệu suất

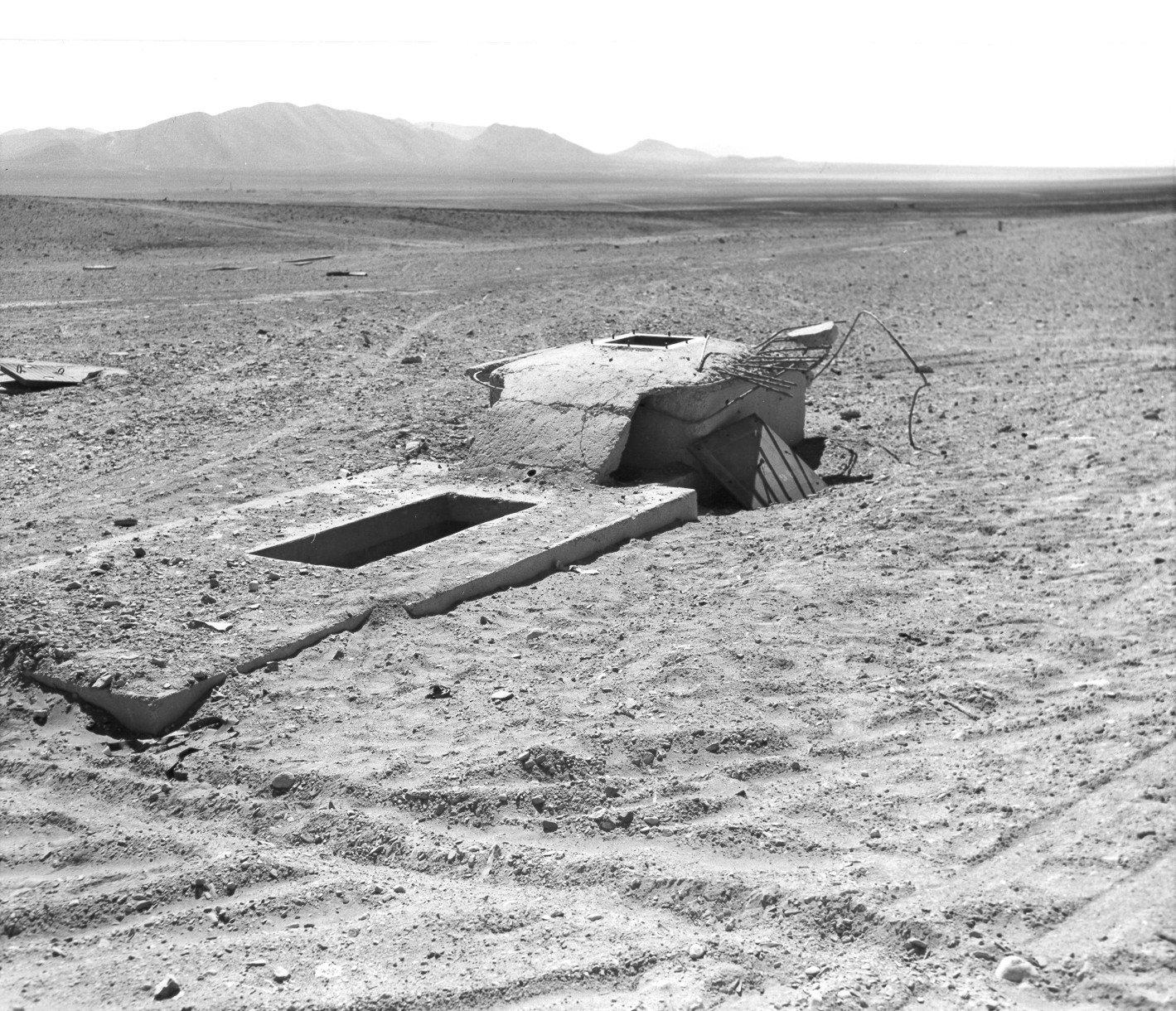

Trong thời gian được triển khai trong quân đội Mỹ, bom B-41 là loại bom nhiệt hạch có hiệu suất lớn nhất xét theo tỉ lệ đương lượng nổ trên trọng lượng là 5,2 mêga tấn TNT trên tấn (22 pêtajun trên tấn) (đương lượng nổ là 25 Mt (100 PJ)). Đương lượng nổ của nó bằng từ 25% đến 50% đương lượng nổ của AN602 Tsar Bomba, với đương lượng nổ 50 hoặc 100 Mt (210 hoặc 420 PJ), tùy thuộc vào cấu hình của bom là bon nhiệt hạch sạch hay bom bẩn. Tuy nhiên kể cả khi đương lượng nổ của Tsar là 100 Mt (420 PJ), thì nó vẫn chỉ có tỉ lệ đương lượng nổ trên trọng lượng là ~ 3,7 mêga tấn TNT trên tấn (15 pêtajun trên tấn), do đó B-41 là loại vũ khí có tỉ lệ này lớn nhất trong số các loại vũ khí mà con người từng chế tạo.

## Đầu đạn W41
Tháng Mười một năm 1956, việc phát triển đầu đạn hạt nhân W41 để trang bị trên B41 được bắt đẩu tại Phòng thí nghiệm quốc gia Lawrence Livermore. Các nghiên cứu cho thấy nó có thể sử dụng đầu đạn tương tự như loại trên tên lửa hành trình SM-64 Navaho cũng đang trong giai đoạn phát triển, các nghiên cứu phát triển liên quan tiếp tục được tiến hành cho đến tháng Bảy năm 1957 khi chương trình phát triển bị hủy bỏ.